# Jarnages
Jarnages is een gemeente in het Franse departement Creuse (regio Nouvelle-Aquitaine) en telt 408 inwoners (1999). De plaats maakt deel uit van het arrondissement Guéret.

## Geografie
De oppervlakte van Jarnages bedraagt 9,2 km², de bevolkingsdichtheid is 44,3 inwoners per km².

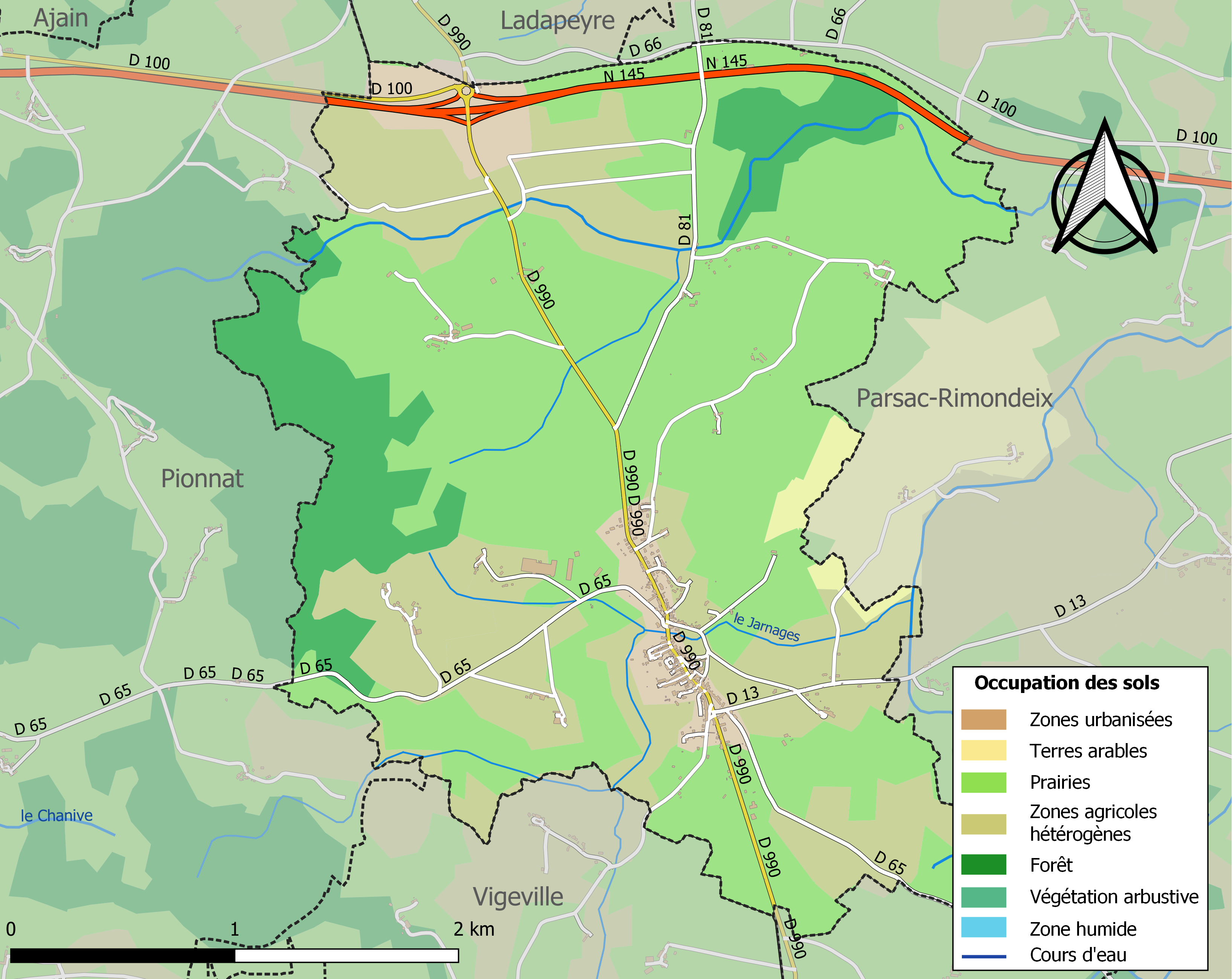
Kaart van de gemeente met de belangrijkste infrastructuur, bodemgebruik en omliggende gemeenten

## Demografie
Onderstaande figuur toont het verloop van het inwonertal (bron: INSEE-tellingen).